# Italo house
L'Italo house è una forma dell'house music che ebbe origine in Italia. Nata dalla fusione di musica house e Italo disco, ha come principale caratteristica l'uso di accordi di pianoforte prevalentemente elettronici in una forma più lirica rispetto ai dischi classici della Chicago house oltre che le atmosfere solari.

## Storia e artisti
La Italo house si diffuse in Italia, Gran Bretagna e Stati Uniti a partire tra la fine degli anni ottanta e i primi anni novanta per i brani edificanti ed inneggianti contro lo sfondo della dance prodotta da etichette indipendenti. Nel biennio 1990-1991 entrarono nelle classifiche dance britanniche singoli di artisti italiani come, ad esempio JJ Tribute di Asha; Think About di DJ H; Last Rhythm dell'omonima formazione e Keep Warm di Jinny. 
L'esempio più noto dello stile è Ride on Time (1989) dei Black Box. Tra gli altri artisti della stilistica si segnala anche Gianfranco Bortolotti, i cui gli alter ego includono Cappella, R.A.F., East Side Beat ed i 49ers. Alcuni artisti come DJ Sasha, hanno abbandonato la Italo house per focalizzarsi su altri stili.